# Atletiek op de Olympische Zomerspelen 1920 – 400 meter mannen
Het onderdeel van de 400 meter bij de mannen maakte deel uit van het atletiekprogramma van de Olympische Zomerspelen van 1920 in de Belgische stad Antwerpen. Het onderdeel vond plaats op 19 en 20 augustus 1920 in het Olympisch Stadion en werd gewonnen door de Zuid-Afrikaan Bevil Rudd. De Brit Guy Butler won de zilveren medaille. De bronzen medaille van Nils Engdahl was Zwedens eerste medaille op de 400 m. Er namen 37 atleten deel afkomstig uit 16 landen.

## Achtergrond
Het was de zesde keer dat het onderdeel van de 400 m werd georganiseerd op de Olympische Spelen, nadat het in 1896 voor de eerste keer werd georganiseerd. De enige finalist van Spelen van 1912 die aantrad aan op de Spelen van 1920 was de Amerikaan Ted Meredith, die in 1912 vierde werd maar in 1916 het wereldrecord had verbroken. De favorieten waren de Amerikaan Frank Shea, de Brit Guy Butler en de Zuid-Afrikaan Bevil Rudd.
Tsjecho-Slowakije, Egypte, Estland, Finland, India, Luxemburg en Spanje waren voor het eerst vertegenwoordigd op dit onderdeel. De Verenigde Staten was het enige land dat op elk van de eerste zes edities van dit onderdeel aantrad.

## Competitieformat
Niettegenstaande het kleinere deelnemersveld ten opzichte van de Spelen van 1912 (van 49 naar 37 lopers), werd de competitie van dit onderdeel uitgebreid van drie naar vier rondes: de reeksen, de kwarfinales, de halve finales en de finale. Er waren tien reeksen van elks vier tot zes deelnemers. De beste twee van iedere reeks stootten door naar de kwartfinale. In de kwartfinales waren er vier reeksen van elks vijf deelnemers. De drie beste deelnemers stootten door naar de halve finales. In de halve finales waren er twee reeksen van elks zes deelnemers. De beste drie deelnemers traden aan in de finale, waaraan zes atleten deelnamen.

## Records
Dit waren de geldende wereld- en olympische records voorafgaand aan de Olympische Zomerspelen van 1920:
| Record           | Recordtijd | Recordhouder           | Plaats    | Datum        |
| ---------------- | ---------- | ---------------------- | --------- | ------------ |
| Wereldrecord     | 47,4 s.    | Ted Meredith (USA)     | Cambridge | 27 mei 1916  |
| Olympisch record | 48,2 s.    | Charles Reidpath (USA) | Stockholm | 13 juli 1912 |

## Tijdschema
| Datum                      | Uur         |                           |
| -------------------------- | ----------- | ------------------------- |
| donderdag 19 augustus 1920 | 09:30 15:15 | eerste ronde kwartfinales |
| vrijdag 20 augustus 1920   | 14:00 16:15 | halve finales finale      |

## Resultaten

### Eerste ronde

#### Reeks 1
| Positie | Deelnemer         | Land | Tijd | Notitie |
| ------- | ----------------- | ---- | ---- | ------- |
| 1       | Robert Lindsay    | GBR  | 52,0 | Q       |
| 2       | Clarence Oldfield | RSA  | 52,2 | Q       |
| 3       | Tolly Bolin       | SWE  | 52,6 |         |
| —       | Émile Barral      | MON  | DNS  |         |
| —       | Fritiof Andersen  | DEN  | DNS  |         |
| —       | Jean Colbach      | LUX  | DNS  |         |

#### Reeks 2
| Positie | Deelnemer            | Land | Tijd | Notitie |
| ------- | -------------------- | ---- | ---- | ------- |
| 1       | Gaston Féry          | FRA  | 51,2 | Q       |
| 2       | John Ainsworth-Davis | GBR  | 51,5 | Q       |
| 3       | Karel Frankenstein   | TCH  | 52,5 |         |
| 4       | Francis Irvine       | RSA  | 52,5 |         |
| —       | William Hunt         | AUS  | DNS  |         |

#### Reeks 3
| Positie | Deelnemer      | Land | Tijd | Notitie |
| ------- | -------------- | ---- | ---- | ------- |
| 1       | Frank Shea     | USA  | 50,8 | Q       |
| 2       | Henry Dafel    | RSA  | 51,2 | Q       |
| 3       | Sven Krokström | SWE  | 51,6 |         |
| —       | Josef Teplý    | TCH  | DNS  |         |

#### Reeks 4
| Positie | Deelnemer           | Land | Tijd | Notitie |
| ------- | ------------------- | ---- | ---- | ------- |
| 1       | Ted Meredith        | USA  | 51,6 | Q       |
| 2       | Géo André           | FRA  | 52,3 | Q       |
| 3       | Giuseppe Bernardoni | ITA  | 52,8 |         |
| —       | Dimitrios Karabatis | GRE  | DNS  |         |
| —       | Gensabulo Noguchi   | JPN  | DNS  |         |

#### Reeks 5
| Positie | Deelnemer         | Land | Tijd | Notitie |
| ------- | ----------------- | ---- | ---- | ------- |
| 1       | Bevil Rudd        | RSA  | 51,6 | Q       |
| 2       | Erik Wilén        | FIN  | 52,0 | Q       |
| 3       | Reinhold Saulmann | EST  | 52,4 |         |
| 4       | Giovanni Tosi     | ITA  | 52,6 |         |
| —       | August Sørensen   | DEN  | DNS  |         |

#### Reeks 6
| Positie | Deelnemer        | Land | Tijd | Notitie |
| ------- | ---------------- | ---- | ---- | ------- |
| 1       | Robert Emery     | USA  | 52,6 | Q       |
| 2       | Guy Butler       | GBR  | 53,2 | Q       |
| 3       | Karel Přibyl     | TCH  | 54,0 |         |
| 4       | Jules Migeot     | BEL  | 55,1 |         |
| —       | Shinichi Yamaoka | JPN  | DNS  |         |

#### Reeks 7
| Positie | Deelnemer       | Land | Tijd | Notitie |
| ------- | --------------- | ---- | ---- | ------- |
| 1       | George Schiller | USA  | 50,4 | Q       |
| 2       | Nils Engdahl    | SWE  | 50,6 | Q       |
| 3       | Maurice Delvart | FRA  | 51,0 |         |
| 4       | Einar Mangset   | NOR  | 51,4 |         |
| —       | Eduard Hašek    | TCH  | DNS  |         |

#### Reeks 8
| Positie | Deelnemer       | Land | Tijd | Notitie |
| ------- | --------------- | ---- | ---- | ------- |
| 1       | Eric Sundblad   | SWE  | 52,0 | Q       |
| 2       | Hec Phillips    | CAN  | 52,3 | Q       |
| 3       | Agide Simonazzi | ITA  | 53,0 |         |
| 4       | Purma Bannerjee | IND  | 53,1 |         |
| —       | Paul Hammer     | LUX  | DNS  |         |

#### Reeks 9
| Positie | Deelnemer               | Land | Tijd | Notitie |
| ------- | ----------------------- | ---- | ---- | ------- |
| 1       | Omer Corteyn            | BEL  | 52,2 | Q       |
| 2       | Hedges Worthington-Eyre | GBR  | 52,6 | Q       |
| 3       | Jean Proess             | LUX  | 53,2 |         |
| 4       | José García Lorenzana   | ESP  | 53,4 |         |
| —       | Johannes Villemson      | EST  | DNS  |         |

#### Reeks 10
| Positie | Deelnemer            | Land | Tijd | Notitie |
| ------- | -------------------- | ---- | ---- | ------- |
| 1       | François Morren      | BEL  | 51,6 | Q       |
| 2       | Miguel García Onsalo | ESP  | 52,0 | Q       |
| 3       | Eugène Bayon         | FRA  | 52,4 |         |
| —       | Ahmed Khairy         | EGY  | DNF  |         |
| —       | Ernesto Ambrosini    | ITA  | DNS  |         |

### Kwartfinales

#### Reeks 1
| Positie | Deelnemer            | Land | Tijd | Notitie |
| ------- | -------------------- | ---- | ---- | ------- |
| 1       | Nils Engdahl         | SWE  | 50,4 | Q       |
| 2       | John Ainsworth-Davis | GBR  | 50,7 | Q       |
| 3       | Robert Emery         | USA  | 50,7 | Q       |
| 4       | François Morren      | BEL  | 50,8 |         |
| 5       | Clarence Oldfield    | RSA  | 51,1 |         |

#### Reeks 2
| Positie | Deelnemer    | Land | Tijd | Notitie |
| ------- | ------------ | ---- | ---- | ------- |
| 1       | Gaston Féry  | FRA  | 50,6 | Q       |
| 2       | Guy Butler   | GBR  | 50,7 | Q       |
| 3       | Ted Meredith | USA  | 50,8 | Q       |
| 4       | Erik Wilén   | FIN  | 51,0 |         |
| 5       | Hec Phillips | CAN  | 51,4 |         |

#### Reeks 3
| Positie | Deelnemer       | Land | Tijd | Notitie |
| ------- | --------------- | ---- | ---- | ------- |
| 1       | Henry Dafel     | RSA  | 50,8 | Q       |
| 2       | George Schiller | USA  | 51,1 | Q       |
| 3       | Eric Sundblad   | SWE  | 51,2 | Q       |
| 4       | Robert Lindsay  | GBR  | 51,6 |         |
| 5       | Omer Corteyn    | BEL  | 52,0 |         |

#### Reeks 4
| Positie | Deelnemer               | Land | Tijd | Notitie |
| ------- | ----------------------- | ---- | ---- | ------- |
| 1       | Frank Shea              | USA  | 51,0 | Q       |
| 2       | Bevil Rudd              | RSA  | 51,3 | Q       |
| 3       | Géo André               | FRA  | 51,6 | Q       |
| 4       | Miguel García Onsalo    | ESP  | 52,8 |         |
| 5       | Hedges Worthington-Eyre | GBR  | 53,2 |         |

### Halve finales

#### Reeks 1
| Positie | Deelnemer            | Land | Tijd | Notitie |
| ------- | -------------------- | ---- | ---- | ------- |
| 1       | Nils Engdahl         | SWE  | 49,4 | Q       |
| 2       | Bevil Rudd           | RSA  | 49,7 | Q       |
| 3       | John Ainsworth-Davis | GBR  | 49,9 | Q       |
| 4       | Robert Emery         | USA  | 50,2 |         |
| 5       | George Schiller      | USA  |      |         |
| 6       | Gaston Féry          | FRA  | 51,0 |         |

#### Reeks 2
| Positie | Deelnemer     | Land | Tijd | Notitie |
| ------- | ------------- | ---- | ---- | ------- |
| 1       | Frank Shea    | USA  | 50,0 | Q       |
| 2       | Guy Butler    | GBR  | 50,2 | Q       |
| 3       | Henry Dafel   | RSA  | 50,4 | Q       |
| 4       | Ted Meredith  | USA  | 50,6 |         |
| 5       | Géo André     | FRA  | 51,6 |         |
| —       | Eric Sundblad | SWE  | DNF  |         |

### Finale
| Positie | Baan | Deelnemer            | Land | Tijd |
| ------- | ---- | -------------------- | ---- | ---- |
| Goud    | 1    | Bevil Rudd           | RSA  | 49,6 |
| Zilver  | 5    | Guy Butler           | GBR  | 50,1 |
| Brons   | 6    | Nils Engdahl         | SWE  | 50,2 |
| 4       | 3    | Frank Shea           | USA  | 50,4 |
| 5       | 4    | John Ainsworth-Davis | GBR  | 50,6 |
| 6       | 2    | Henry Dafel          | RSA  | 50,6 |

1896: Thomas Burke ·
1900: Maxey Long ·
1904: Harry Hillman ·
1908: Wyndham Halswelle ·
1912: Charles Reidpath ·
1920: Bevil Rudd ·
1924: Eric Liddell ·
1928: Ray Barbuti ·
1932: Bill Carr ·
1936: Archie Williams ·
1948: Arthur Wint ·
1952: George Rhoden ·
1956: Charlie Jenkins ·
1960: Otis Davis ·
1964: Mike Larrabee ·
1968: Lee Evans ·
1972: Vince Matthews ·
1976: Alberto Juantorena ·
1980: Viktor Markin ·
1984: Alonzo Babers ·
1988: Steve Lewis ·
1992: Quincy Watts ·
1996: Michael Johnson ·
2000: Michael Johnson ·
2004: Jeremy Wariner ·
2008: LaShawn Merritt ·
2012: Kirani James · 
2016: Wayde van Niekerk · 
2020: Steven Gardiner · 
2024: Quincy Hall